# Super Contra
Super Contra (スーパー魂斗羅 エイリアンの逆襲, Sūpā Kontora: Eirian no Gyakushū, "Super Contra: The Alien Strikes Back") is een run and gun computerspel, ontwikkeld door Konami, dat origineel uitkwam als arcadespel in 1988. Het spel kreeg een port voor de Nintendo Entertainment System onder de naam Super C in Noord-Amerika en in Europa en Australië als Probotector II: Return of the Evil Forces. Het is de opvolger van de originele Contra en onderdeel van de Contra serie. De hoofdpersonen van het spel zijn Bill Rizer en Lance Bean, die als missie hebben een invasie van aliens te stoppen. Zowel de arcade- als de NES-versie van het spel zijn opnieuw uitgegeven op andere platforms.

## Plot
Een jaar na de strijd met de Red Falcon Organization, worden Bill en Lance opnieuw op missie gestuurd. Dit keer hebben de aliens een militaire basis overgenomen en bezit genomen van de troepen. Bill en Lance moeten niet alleen vechten tegen hun voormalige bondgenoten, maar ook nog tegen een geëvolueerde vorm van de aliens uit het vorige spel.

## Gameplay
Zoals in de originele Contra kan het spel met twee spelers tegelijk gespeeld worden. De linkerspeler bestuurt Bill (die in dit spel groen draagt), en de rechterspeler bestuurt Lance (die paars draagt). Het spel behoudt de side-scrolling uit het eerste spel en verandert alleen het pseudo-3D effect en de vaste schermelementen. In plaats daarvan heeft Super Contra verticaal scrollende levels waar de speler van bovenaf op kijkt en waarin de karakters in acht richtingen kunnen bewegen. De besturing blijft grotendeels hetzelfde tijdens de side-scrolling segmenten, waarbij het enige verschil is dat de speler nu de hoogte van zijn sprong kan bepalen door de joystick omhoog of omlaag te duwen tijdens het springen.
De speler kan zijn standaardwapen vervangen door een van de vliegende capsules met wapens, die in de levels voorkomen, te vernietigen. De beschikbare wapens bestaan uit een machinegeweer, een hagelgeweer, een bommengeweer en een laserwapen. Dit keer kunnen de wapens een upgrade krijgen door hetzelfde wapen meerdere keren op rij op te pakken. Hierdoor neemt de kracht toe. De power-ups in Super Contra worden gerepresenteerd door het wapen dat de karakters vasthouden, in plaats van de letters uit het vorige spel. In de levels waar de speler van bovenaf op kijkt is er ook een "hyper shell" een power-up die alle tegenstanders op het scherm vernietigt en die geactiveerd wordt door op de springknop te drukken. De hyper shell kan op elk moment gebruikt worden en de speler kan er meerdere van bij zich dragen.
Het spel bestaat uit vijf levels, die zich afspelen in een militaire basis, een jungle en de schuilplaats van de aliens. Level 1, 3 en 4 worden gespeeld in het standaard side-scrolling perspectief, en level 2 en 5 laten spelers van boven op het spel kijken. In elk level moet de speler zich een weg banen door de vijanden (inclusief een aantal minibazen) om uiteindelijk de eindbaas te bereiken.
Nadat de speler al zijn levens verliest kan deze tot maximaal vijf keer verdergaan voordat het spel volledig voorbij is; dit is afhankelijk van de instelling van de DIP switch. In tegenstelling tot het vorige deel kan een speler nu op elk gewenst moment doorgaan, zonder hiervoor te wachten tot de andere speler al zijn levens verliest.

## Verschillen in versies
Er zijn twee versie van Super Contra: een Engelse versie (die uitgegeven werd in Noord-Amerika en in Europa, waar het spel zijn originele naam behield
, in tegenstelling tot de Gryzor variant van het eerste spel) en een Japanse versie. De twee versies zijn bijna exact hetzelfde, behalve de tekst die op het scherm wordt weergegeven. De Engelse versie eindigt echter nadat de speler het spel uitgespeeld heeft, terwijl de Japanse opnieuw begint na de credits. In de tweede doorloop blijven de score, levens en wapens van de speler (inclusief hyper shells) bewaard en wordt het spel op de hoogste moeilijkheidsgraad gezet (ongeacht hoe de machine is ingesteld), maar wordt de functie om door te gaan uitgeschakeld. Dit betekent dat het spel afloopt als de speler het spel nogmaals uitspeelt of al zijn levens verliest.

## Ports
| Jaar | Platform                      |
| ---- | ----------------------------- |
| 1988 | Arcade                        |
| 1990 | Amiga, DOS, NES               |
| 2007 | Wii Virtual Console, Xbox 360 |
| 2012 | Nintendo 3DS                  |

### Nintendo Entertainment System
Een versie van Super Contra werd in Japan op 2 februari 1990 uitgegeven voor de Nintendo Entertainment System. In april 1990 kwam het spel naar Noord-Amerika onder de naam Super C. Een PAL versie van het spel, met de naam Probotector II: Return of the Evil Forces, werd in 1992 uitgegeven.
De gameplay en graphics van Super C zijn vergelijkbaar met de port van het originele Contra spel. Er zijn drie levels die uniek zijn voor de NES-versie van het spel: een high-tech basis, een berg en een nest van de aliens, het zijn allemaal verticaal scrollende levels. De volgorde van de latere levels is ook iets anders, met nieuwe bazen (inclusief een nieuwe eindbaas). De NES-versie gebruikt dezelfde power-ups als het originele NES-spel, maar verandert de functie van de vuurbal power-up van een wapen dat kleine vuurballen schiet in een kurkentrekkerpatroon naar een groot projectiel dat vuur verspreidt na het raken van een doelwit. De speler kan het wapen opladen door de B-knop ingedrukt te houden en deze daarna los te laten. Hierdoor ontstaat een nog groter projectiel dat door de meeste kleine vijanden heen gaat en een grote explosie veroorzaakt als het een grote vijand raakt. De Rapid Bullets, Barrier en Special power-ups uit het eerste NES-spel zitten ook in deze versie.
De Konami-Code uit de originele Contra zit niet in dit spel. Een andere code, die dertig levens geeft in de Famicom-versie en tien levens in de NES-versie zit wel in het spel. Zoals in de Famicom-versie van Contra, zit in de Japanse versie van Super Contra een stage select code die is verwijderd uit de NES-versie van het spel. Alle versies bevatten een modus om het geluid te testen. Zoals het eerste NES-spel, vervangt ook Probotector II (de PAL-versie), de hoofdrolspelers en een aantal vijanden door robots.
De originele arcade soundtrack werd opnieuw gearrangeerd voor de Japanse en Noord-Amerikaanse versies door Hidenori Maezawa. Omdat de soundtrack DPCM-samples van orkesthits gebruikt, werd de soundtrack door Yuichi Sakakura geherprogrammeerd voor Probotector II om te zorgen dat de samples niet uit de toon zouden spelen (iets wat gebruikelijk was in NTSC-naar-PAL omzettingen).

### Andere platforms
Twee computerversies van Super C, ontwikkeld door Distinctive Software werden in 1990 in Noord-Amerika door Konami uitgegeven voor de Commodore Amiga en IBM PC. Ondanks dat de PC-versies van het spel de naam van de NES-versie gebruiken, zijn ze gebaseerd op het originele arcadespel. Een directe emulatie van de arcadeversie van Super Contra werd op 25 juli 2007 uitgegeven op Xbox Live Arcade voor de Xbox 360 en bevat verbeterde graphics, geremixte muziek en een co-op-modus via Xbox Live.
De NES-versie kreeg ook verschillende heruitgaven. De compilatie Konami Collectors' Series: Castlevania and Contra voor Windows uit 2002 bevat Super C en de NES-versie van het originele spel, in combinatie met de eerste drie Castlevania spellen voor de NES. Super C werd in 2007 in Noord-Amerika uitgegeven voor Virtual Console. Het spel Probotector 2: Return of the Evil Forces werd gelijktijdig uitgegeven op Virtual Console in Europa en Australië. De Famicom-versie van Super Contra werd op 12 februari 2008 uitgegeven voor Virtual Console in Japan. De NES-versies van Contra en Super C zitten als vrijspeelbare bonus in het Nintendo DS spel Contra 4, dat in 2007 uitgegeven werd.
Een versie van Super Contra voor mobiele telefoons werd op 5 maart 2008 uitgegeven in Japan onder de naam Super Contra 2, samen met de release van Contra: Dual Spirits (de Japanse versie van Contra 4). Deze versie bevatte de levels uit het NES-spel, maar met graphics zoals het arcadespel (inclusief de intro). Het spel is inmiddels ook uit voor Virtual Console op de 3DS en Wii U.